# Atlantikstachelratten
Die Atlantikstachelratten (Trinomys) sind eine Nagetier-Gattung aus der Familie der Stachelratten (Echimyidae). Sie kommen ausschließlich in den Atlantischen Regenwäldern an der Südostküste Brasiliens vor.

## Merkmale
Alle Stachelratten gehören zwar in die Unterordnung der Stachelschweinverwandten (Hystricomorpha), die Arten der  Atlantischen Stachelratten besitzen aber im Gegensatz zu einer Vielzahl ihrer Verwandten keine Stacheln. In Größe und Aussehen ähneln sie eher Ratten, mit denen sie aber nicht näher verwandt sind. Ihre Färbung ist unterseits weiß. Seitlich sind die Deckhaare grau bis braun und heller als auf dem Rücken, wo besonders lange Grannenhaare ein dichtes, dunkles Haarkleid bilden. Die Kopf-Rumpf-Länge adulter Tiere beträgt zwischen 17 und 23 Zentimetern. Die Länge des Schwanzes kann je nach Art 82 bis 106 Prozent der Kopf-Rumpf-Länge umfassen.
Von den Kurzstachelratten (Gattung Proechimys) sind sie nur durch einige anatomische Merkmale klar zu unterscheiden. Dazu gehören besondere Zahnbildungen und die Form der Schädelkapsel. Die Atlantischen Stachelratten besitzen keine Knochenkämme auf der Schädeldecke. Die Paukenblase ist durch dünne knöcherne Scheidewände unterteilt.
Zur Unterscheidung der einzelnen Arten wird auch die Form des Penisknochens der Männchen herangezogen.

## Verbreitung
Bis auf eine Art sind alle Atlantikstachelratten in der Mata Atlântica, dem Atlantischen Regenwald im Südosten Brasiliens verbreitet. Eine Ausnahme bildet die Yonenaga-Atlantikstachelratte, die in der Ufervegetation des Rio São Francisco weiter westlich im Landesinneren vorkommt. Das Verbreitungsgebiet der Atlantikstachelratten umfasst die brasilianischen Bundesstaaten Bahia, Minas Gerais, Espírito Santo, Rio de Janeiro, São Paulo und Paraná. Die Weißstachel-Atlantikstachelratte (Trinomys albispinus) besetzt dabei die nördlichen, Ihering-Atlantikstachelratte (Trinomys iheringi) die südlichen Ausläufer des Verbreitungsgebietes. Im Gegensatz dazu reicht das Verbreitungsgebiet der Gattung der Kurzstachelratten, zu denen die Atlantikstachelratten früher gezählt wurden, von Honduras in Mittelamerika über den gesamten Regenwald des Amazonasbeckens bis Paraguay.
Bisher wurden noch keine Vorkommen der Atlantikstachelratten oberhalb der Montanen Höhenstufe, die zwischen 500 und 1400 Metern über dem Meeresspiegel liegt, beobachtet.

## Systematik
Obwohl Oldfield Thomas schon im Jahr 1921 die Trinomys-Arten von den übrigen Arten der Gattung Proechimys unterschied, etablierte er für diese nur eine Untergattung. Als Typusart bestimmte er die Weißstachel-Atlantik-Stachelratte (Trinomys albispinus). Erst molekularbiologische Studien von Márcia C. Lara ab 1994 haben gezeigt, dass Proechimys keine monophyletische Gattung ist. Daraufhin schlug Lara die Ausgliederung der Untergattung Trinomys als eigene Gattung vor. Gleichzeitig wurden einige Unterarten zu Arten erhoben.

## Arten
Derzeit werden 11 Arten unterschieden, Unterarten sind eingerückt aufgeführt:
Stand: Februar 2015
- Weißstachel-Atlantikstachelratte (Trinomys albispinus)
  - Trinomys albispinus albispinus
  - Trinomys albispinus minor
  - Trinomys albispinus serotinus
- Rio-de-Janeiro-Atlantikstachelratte (Trinomys dimidiatus)
- Elias-Atlantikstachelratte (Trinomys eliasi)
- Zierliche Atlantikstachelratte (Trinomys gratiosus)
  - Trinomys gratiosus gratiosus (Synonym: T. panema)
  - Trinomys gratiosus bonafidei
- Ihering-Atlantikstachelratte (Trinomys iheringi)
- Moojen-Atlantikstachelratte (Trinomys moojeni)
- Mirapitanga-Atlantikstachelratte (Trinomys mirapitanga)[1]
- Mausschwanz-Atlantik-Stachelratte (Trinomys myosuros)
- Lanzen-Atlantikstachelratte (Trinomys paratus)
- Haarige Atlantikstachelratte (Trinomys setosus)
  - Trinomys setosus setosus
  - Trinomys setosus denigratus
  - Trinomys setosus elegans
- Yonenaga-Atlantikstachelratte (Trinomys yonenagae)

Trinomys eliasi, Trinomys moojeni und Trinomys yonenagae werden als „stark gefährdet“ (Endangered) eingestuft, von Trinomys mirapitanga und Trinomys paratus gibt es „keine ausreichenden Daten“ (Data Deficient).